# Physical Graffiti
Physical Graffiti je šesti studijski album angleške rock skupine Led Zeppelin. Gre za dvojni album, ki je izšel 24. februarja 1975, in prvi album izdan pri Swan Song Records, lastni založbi skupine. Material zanj je nastajal od leta 1970, snemanje pa so začasno prekinili leta 1973, ko je John Paul Jones razmišljal o tem da bi zapustil skupino. Po tistem ko so zgladili nesoglasja, so leta 1974 posneli osem pesmi, ki pa so po dolžini presegale obseg LP plošče. Zato so se odločili, da bodo vključili še neizdane posnetke iz preteklih let in izdali dvojni album.
Physical Graffiti je bil eden prodajno najuspešnejših albumov skupine, ki so ga samo v ZDA prodali v osmih milijonih izvodov, in bil deležen tudi priznanja kritikov. Takoj po izidu se je uvrstil na prvo mesto Billboardove lestvice pop albumov, hkrati pa so se vsi njihovi prejšnji albumi ponovno uvrstili med 200 najbolje prodajanih. Uredniki revije Rolling Stone so ga leta 2003 uvrstili na 70. mesto lestvice petstotih najboljših albumov vseh časov. Ker je dvojni album, ima v ZDA šestnajstkratni platinasti status.

## Seznam pesmi
Večino pesmi sta napisala Jimmy Page in Robert Plant, razen kjer je posebej označeno.
Prva stran
1. »Custard Pie« 4:13
2. »The Rover« 5:37
3. »In My Time of Dying« 11:05 (Page, Plant, John Paul Jones, John Bonham)

Druga stran
1. »Houses of the Holy« 4:02
2. »Trampled Under Foot« 5:37 (Page, Plant, Jones)
3. »Kashmir« 8:32 (Page, Plant, Bonham)

Tretja stran
1. »In the Light« 8:46 (Page, Plant, Jones)
2. »Bron-Yr-Aur« 2:06 (Page)
3. »Down by the Seaside« 5:13
4. »Ten Years Gone« 6:32

Četrta stran
1. »Night Flight« 3:36 (Jones, Page, Plant)
2. »The Wanton Song« 4:07
3. »Boogie With Stu« 3:53 (Bonham, Jones, Page, Plant, Ian Stewart, Mrs. Valens)
4. »Black Country Woman« 4:24
5. »Sick Again« 4:42